# B.B. Whitehouse
B.B. Whitehouse, später Whitehouse Brothers, waren Orgelbauer in Brisbane, Queensland, Australien.

## Geschichte
Die Firma wurde Anfang der 1900er Jahre von Benjamin Burton Whitehouse junior und Joseph Howell Whitehouse gegründet.
Die Firma konnte während der Lebenszeit von Joseph Whitehouse in ganz Queensland mindestens neunzig Orgeln bauen und expandierte auch in die anderen australischen Bundesstaaten. Die Firma produzierte selbst alle Holzelemente und -pfeifen der Orgeln und importierte alle Metallpfeifen.
Die erste Orgel, die Whitehouse 1899 baute, funktionierte ohne große Reparaturen bis zur Restaurierung 1985.
Die Firma wurde von Sohn Joseph und Enkel Kevin bis 1982 weitergeführt.

## Bedeutende Orgeln
- St. Marks Church, Warwick, 1923.[3]
- Holy Trinity Anglican Church (Woolloongabba) (1930)[4]
- First Church of Christ, Scientist, Brisbane (1940)[5]
- St. Ignatius Loyola Church, Toowong (1959)[6]
- Wynnum Baptist Church (1952), versetzt 1993 in die St Paul’s Anglican Church (East Brisbane)[7]
- Christ Church, Milton (vor 1984)[8]
- Corpus Christi Church, Nundah[9]